# 藍斑煙管魚
藍斑烟管鱼（学名：Fistularia tabacaria），为烟管鱼科烟管鱼属的一种鱼类，该物种于1758年由卡爾·林奈描述。该物种体长最长可达200厘米，尽管绝大多数体长为120厘米。